# Luigi Manazza
Luigi Manazza (Gebenstorf, 16 oktober 1866 – Meisterschwanden, 30 november 1968) was een Zwitsers componist en muziekpedagoog.

## Levensloop
Manazza richtte in 1927 in Turgi, een voormalige deelgemeente van Gebenstorf, een bekende muziekschool op. Als componist schreef hij vooral werken voor harmonieorkest en mandoline-ensembles. Hij was als componist erg productief en schreef rond 300 werken. 

## Composities

### Werken voor harmonieorkest
- 1936 Ticino
- 1939 Freundschaftsmarsch
- 1941 Aare, Reuss und Limmat
- 1944 Ricardo
- 1953 Jungfrau, Mönch und Eiger
- Viva Argovia

### Werken voor mandoline(s) en andere instrumenten
- 1919 Un Saluto a Cassolnovo, mars voor 2 mandolines en gitaar
- 1921 Avanti, mars voor 2 mandolines, mandola en gitaar
- 1922 Serenata, voor 2 mandolines en gitaar
- 1923 Anemone, wals voor mandoline en gitaar
- Allegria varietas, rheinländer voor 2 mandolines en gitaar
- Il mio piccolo Mario, wals voor 2 mandolines en gitaar
- Pane, pace e lavoro, wals voor 2 mandolines en gitaar